# A Justiça (escultura)

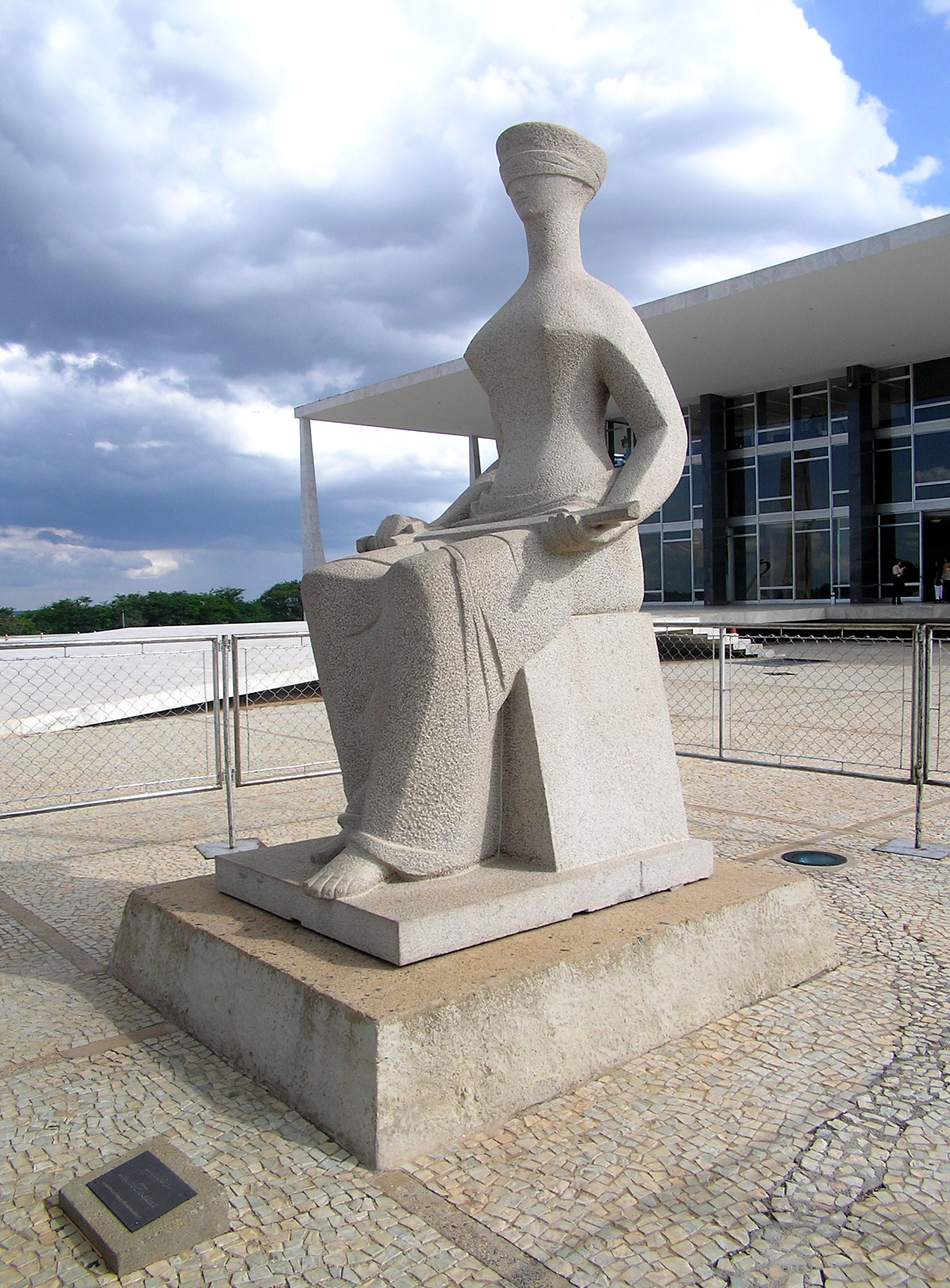
A Justiça, escultura de Alfredo Ceschiatti

A Justiça é uma escultura localizada em frente ao prédio do Supremo Tribunal Federal, na Praça dos Três Poderes, em Brasília, no Distrito Federal. O monumento representa uma mulher, sentada e vendada, segurando uma espada, um dos símbolos mais usados para caracterizar as deusas greco-romanas das leis e da justiça. Foi feita por Alfredo Ceschiatti e se tornou um dos símbolos da justiça brasileira como um todo. 

## História e características
A escultura foi criada em 1961 pelo artista plástico mineiro Alfredo Ceschiatti e reproduzida pelo marmorarista João Lopes, em um bloco monolítico de granito de Petrópolis medindo 3,3 metros de altura e 1,48 metros de largura.
A obra foi criada para decorar o Palácio do Supremo Tribunal Federal. Da mesma maneira, Alfredo já colaborava com outros prédios de Oscar Niemeyer, que foi seu colega quando ambos estudaram na Escola Nacional de Belas Artes no Rio de Janeiro - são de Alfredo também obras como Os Anjos e Os Evangelistas da Catedral Metropolitana de Brasília e As Banhistas do Palácio da Alvorada. De fato, a estrutura harmoniza com o prédio e é considerada adequada a monumentalidade palaciana.

## Atentados
A obra foi vandalizada no contexto dos atos bolsonaristas em 8 de janeiro de 2023. Nesse contexto, a escultura foi pichada com os dizeres "Perdeu, mané", uma alusão provocadora a uma frase dita por Luís Roberto Barroso, ministro do STF, a apoiadores pró-Bolsonaro, após o resultado da eleição presidencial em 2022.
No dia 13 de novembro de 2024, em novos atos terroristas, um homem com explosivos se aproximou do STF e lançou fogos de artifício na estátua da Justiça e na entrada do Palácio. Na mesma ocasião, um carro carregado com fogos de artificio foi incendiado no estacionamento da Câmara dos Deputados.

## Simbologia

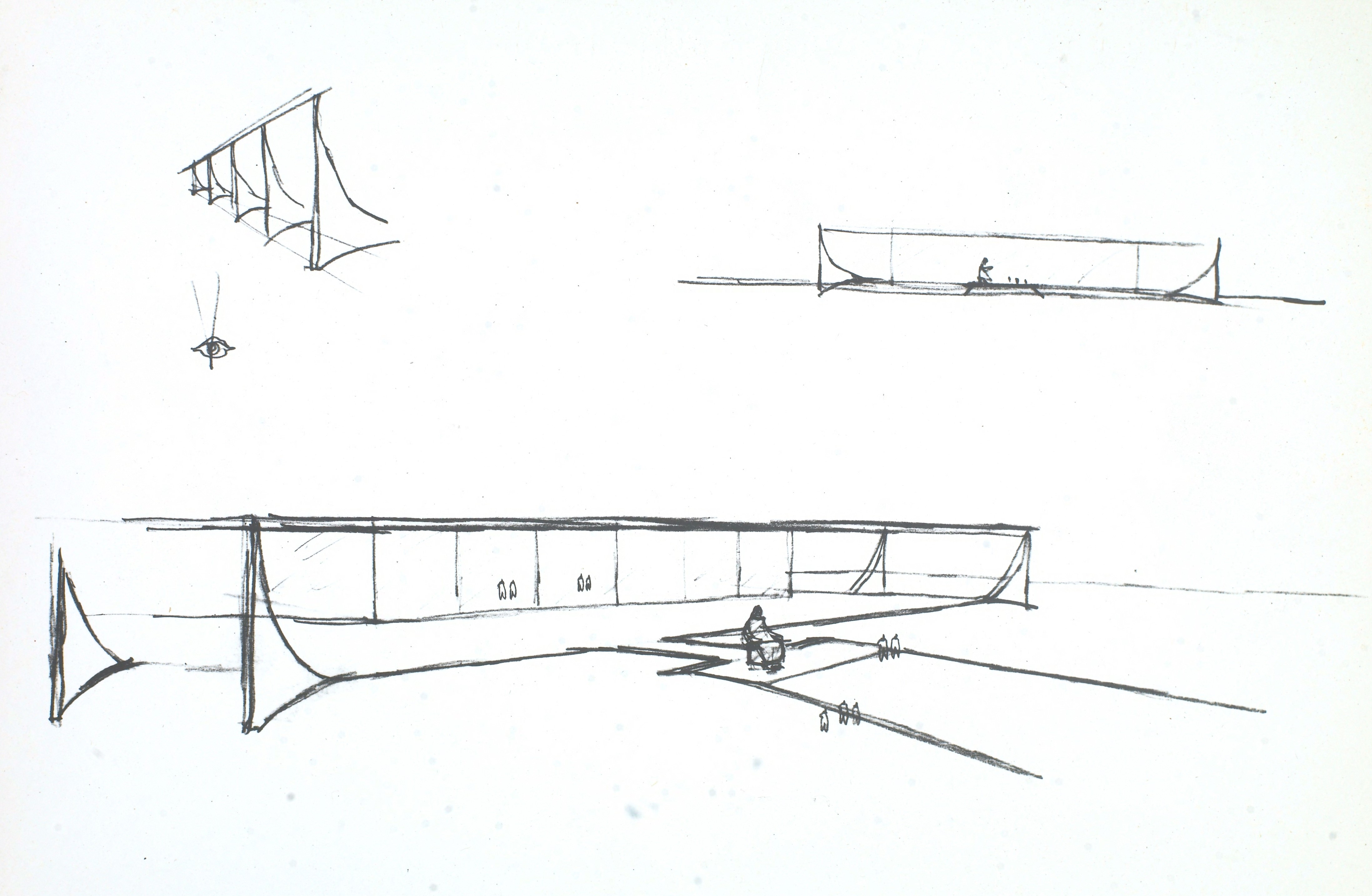
A escultura já era prevista desde os desenhos do Palácio do STF

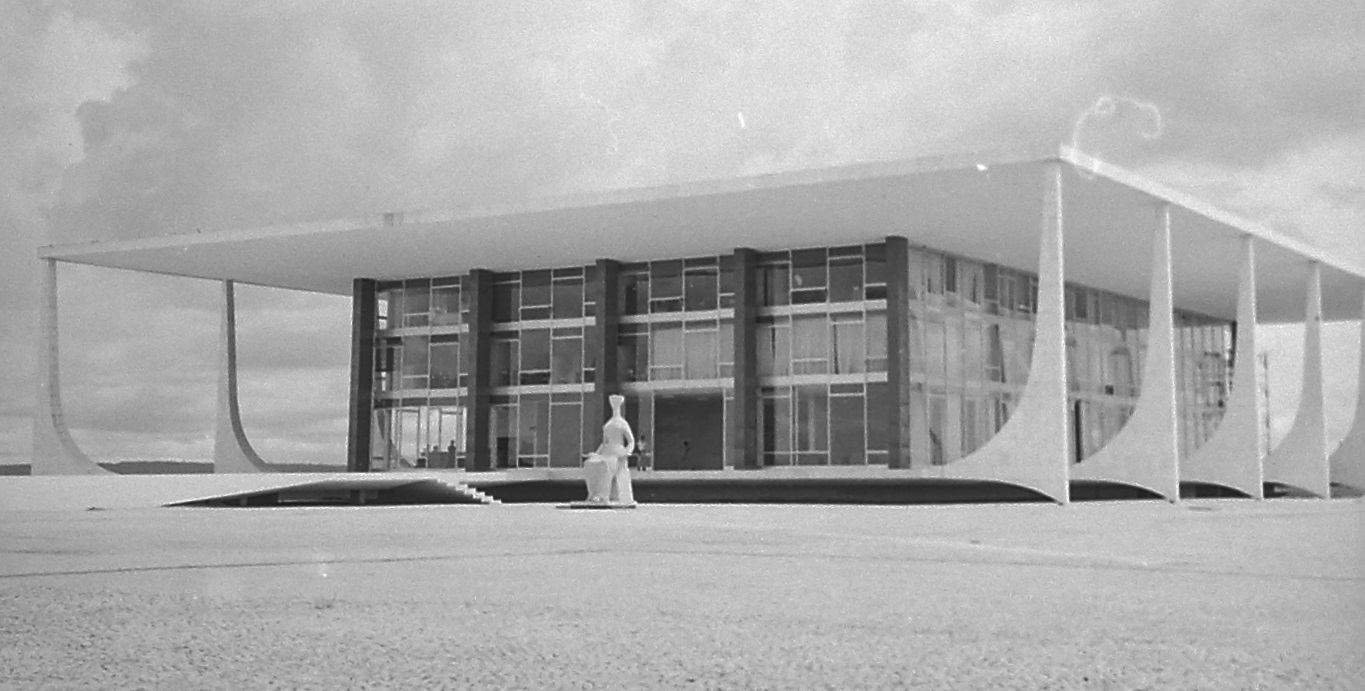
A Justiça diante do Palácio do Supremo Tribunal Federal na década de 1960

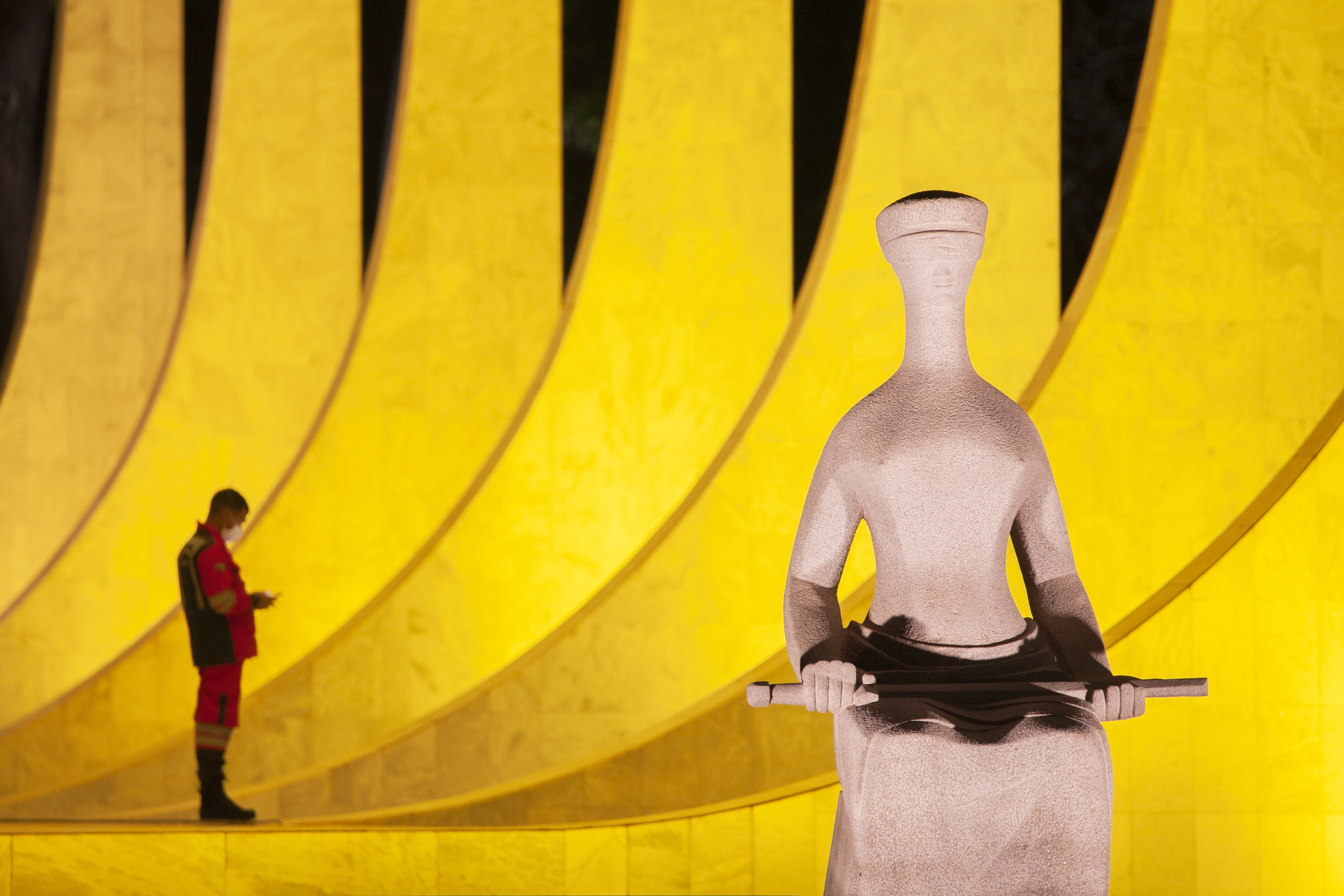
Uma representação da escultura foi premiada na edição brasileira do Wiki Loves Monuments, em 2022

A escultura representa o poder judiciário como uma mulher com os olhos vendados e espada; os olhos vendados representam a imparcialidade da justiça e a espada representa a força, a coragem, a ordem e a regra necessárias para impor o direito. Porém a escultura não mostra a balança, que representaria sua intenção de nivelar o tratamento jurídico de todos por igual; a ponderação dos interesses das partes em litígio.
A simbologia dessa escultura tem origem na deusa romana Justiça, que corresponde à grega Dice, filha de Zeus com Têmis, a guardiã dos juramentos dos homens. A espada também estava presente na simbologia da deusa egípcia da Justiça, Maat. Diferentemente das representações usuais da Justiça em pé, a escultura brasiliense está sentada num banco, com somente a espada no colo, em vez do conjunto espada e balança ou somente balança. Essa representação é a de uma justiça que acabou de cumprir seu papel, estável, imutável e sólida, e também entronizada, remetendo ao fato de que aquela é a corte superior. Porém, o fato de estar sentada abre a possibilidade de ser interpretada por muitos como símbolo de uma justiça morosa e lenta, o que condiz com a velocidade da justiça brasileira na visão popular.[carece de fontes?]
Quanto ao estilo, Niemeyer gostava da estética abstrata estalinista, e a escultura tem um pouco da monumentalidade e do abstrato que permeavam a arte soviética. Pode também remeter ao art déco. Os pés e seios – único sinal físico de que o monumento é uma mulher – são provavelmente uma referência a representações de deusas greco-romanas (apesar destas geralmente serem nuas por completo) e do classicismo, ou a referências alegóricas da liberdade como a de A Liberdade Guiando o Povo.